# Берксвілл (Кентуккі)
Берксвілл (англ. Burkesville) — місто (англ. city) в США, в окрузі Камберленд штату Кентуккі. Населення — 1388 осіб (2020).

## Географія
Берксвілл розташований за координатами 36°47′24″ пн. ш. 85°21′53″ зх. д. / 36.79000° пн. ш. 85.36472° зх. д. (36.790074, -85.364614).  За даними Бюро перепису населення США в 2010 році місто мало площу 6,85 км², з яких 6,65 км² — суходіл та 0,20 км² — водойми.

## Демографія
Згідно з переписом 2010 року, у місті мешкала 1521 особа в 664 домогосподарствах у складі 391 родини. Густота населення становила 222 особи/км².  Було 790 помешкань (115/км²).
Расовий склад населення:
| - 87,8 % — білих - 8,3 % — чорних або афроамериканців - 0,5 % — азіатів - 0,1 % — корінних американців - 1,1 % — осіб інших рас |

До двох чи більше рас належало 2,1 %. Частка іспаномовних становила 1,1 % від усіх жителів.
За віковим діапазоном населення розподілялося таким чином: 21,1 % — особи молодші 18 років, 54,2 % — особи у віці 18—64 років, 24,7 % — особи у віці 65 років та старші. Медіана віку мешканця становила 45,2 року. На 100 осіб жіночої статі у місті припадало 84,8 чоловіків;  на 100 жінок у віці від 18 років та старших — 81,0 чоловіків також старших 18 років.
Середній дохід на одне домашнє господарство  становив 27 789 доларів США (медіана — 19 403), а середній дохід на одну сім'ю — 37 300 доларів (медіана — 29 330). За межею бідності перебувало 33,1 % осіб, у тому числі 41,9 % дітей у віці до 18 років та 22,9 % осіб у віці 65 років та старших.
Цивільне працевлаштоване населення становило 455 осіб. Основні галузі зайнятості: освіта, охорона здоров'я та соціальна допомога — 37,6 %, виробництво — 24,6 %, мистецтво, розваги та відпочинок — 11,0 %, транспорт — 5,1 %.